# ケプラー39
| 太陽 | ケプラー39 |
| ---- | ---------- |
| 太陽 | Exoplanet  |

ケプラー39（英語: Kepler-39）は、地球から見てはくちょう座の方向に約3,600光年離れたところにある、太陽より大きいF型主系列星である。

## 惑星系
2011年に、ケプラー宇宙望遠鏡の観測により太陽系外惑星候補、ケプラー39bが発見された。候補である理由は、ケプラー39bの質量が木星の18倍と推定され、惑星と褐色矮星の境界は木星質量の13倍程度にあると考えられている為、質量からみてケプラー39bは褐色矮星である可能性が高いことになるからである。しかし、惑星と褐色矮星の間に明確な線引きはできておらず、さらに、半径は木星の1.2倍しかない為、ケプラー39bを太陽系外惑星に分類している場合もある（ケプラー39bを発見したケプラーチームはケプラー39bを太陽系外惑星としている）。
| 名称 （恒星に近い順） | 質量              | 軌道長半径 （天文単位） | 公転周期 (日)        | 軌道離心率    | 軌道傾斜角    | 半径                |
| --------------------- | ----------------- | ----------------------- | -------------------- | ------------- | ------------- | ------------------- |
| b                     | 20.1 +1.3 −1.2 MJ | 0.164 ± 0.03            | 21.087210 ± 0.000037 | 0.112 ± 0.057 | 89.07 ± 0.22° | 1.24 +0.09 −0.10 RJ |